# Пестрохвостые попугаи
Пестрохвостые попугаи (лат. Touit) — род птиц семейства попугаевых.

## Внешний вид
Это небольшие попугаи, размером с дрозда. Характерными свойствами этого рода является прямосрезанная форма хвоста. К концу его перья становятся более узкими. Кроющие перья хвоста и подхвостья очень длинные и достигают конца рулевых перьев.

## Распространение
Обитают в тропиках Южной Америки.

## Классификация
Род включает в себя 8 видов.
- Семицветный пестрохвостый попугай Touit batavicus (Boddaert, 1783)
- Чернолобый пестрохвостый попугай Touit huetii (Temminck, 1830)
- Краснолобый пестрохвостый попугай Touit costaricensis (Cory, 1913)
- Синелобый пестрохвостый попугай Touit dilectissimus (P. L. Sclater & Salvin, 1871)
- Бурошапочный пестрохвостый попугай Touit purpuratus (Gmelin, 1788)
- Черноспинный пестрохвостый попугай Touit melanonotus (Wied-Neuwied, 1820)
- Желтохвостый пестрохвостый попугай Touit surdus (Kuhl, 1820)
- Буроплечий пестрохвостый попугай Touit stictopterus (P. L. Sclater, 1862)